# سیارک ۲۸۷۷
سیارک ۲۸۷۷ (به انگلیسی: 2877 Likhachev، نامگذاری:1969TR2) دو هزار و هشتصد و هفتاد و هفتمین سیارک کشف شده‌است که در ۸ اکتبر ۱۹۶۹ کشف شد.
قدر مطلق سیارک برابر ۱۲٫۱۰ است.